# Evan Peters
Evan Thomas Peters (* 20. ledna 1987, St. Louis, Missouri) je americký herec. Svůj herecký debut zaznamenal v roce 2004 v dramatickém filmu Jak ostříhat Adama, a mezi lety 2005–2006 účinkoval v seriálu Invaze stanice ABC.
Široké uznání získal za ztvárnění několika různých rolí v hororovém antologickém seriálu American Horror Story stanice FX, který vytvořil Ryan Murphy, mezi lety 2011 a 2021. Za roli detektiva v kriminální minisérii Mare z Easttownu (2021) stanice HBO získal cenu Emmy za nejlepší mužský herecký výkon v minisérii nebo TV filmu. Za ztvárnění titulní role v minisérii Monstrum: Příběh Jeffreyho Dahmera (2022) získal Zlatý glóbus za nejlepšího herce v minisérii nebo TV filmu.
Ztvárnil vedlejší roli v akčním filmu Kick-Ass (2010) a Petera Maximoffa / Quicksilvera ve filmové sérii X-Men (2014–2019).

## Život
Evan Peters se narodil v St. Louis rodičům Julii a Philu Petersovým. Byl vychováván jako katolík a navštěvoval katolickou základní školu. Má bratra Andrewa a nevlastní sestru Michelle. V roce 2001 se rodina Petersových přestěhovala Michiganu.
V prosinci 2013 se zasnoubil s herečkou Emmou Robertsovou, ale na počátku roku 2019 se rozešli. Mezi lety 2019 a 2020 byla jeho partnerkou zpěvačka Halsey.

## Kariéra

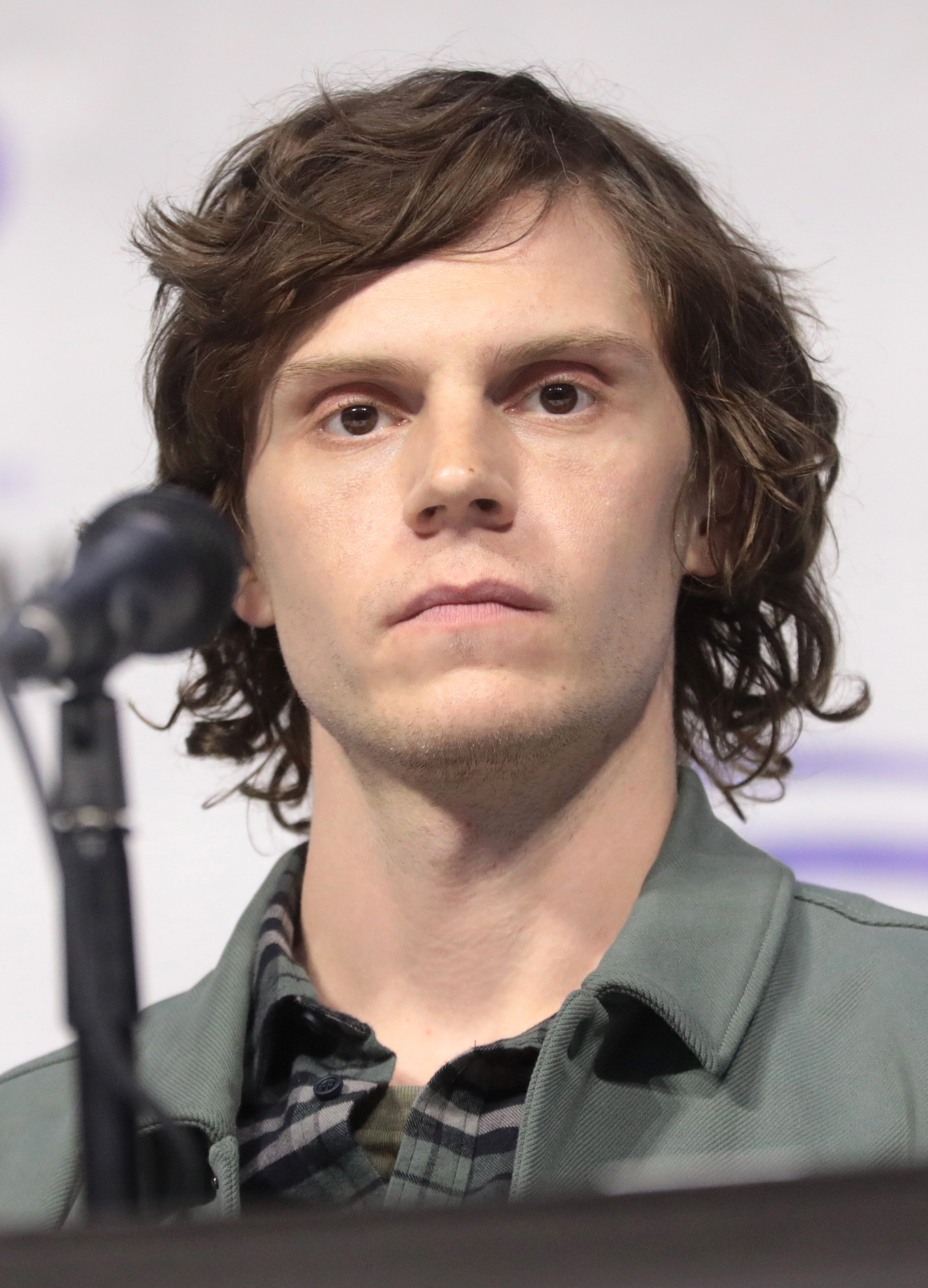
Peters na WonderCon 2019

Na svém druhém konkurzu byl Peters vybrán producentem Michaelem Picchiottino do role Adama Shepparda ve filmu Jak ostříhat Adama, za níž obdržel cenu za nejlepší průlomový výkon na Phoenix Film Festival. Účinkoval v mnoha televizních reklamách pro PlayStation, Progressive Insurance, Moviefone, Sour Patch Kids, Papa John's Pizza a Kellogg's.
V roce 2004 ztvárnil hlavní roli Russella „SpongeBob“ Hayese ve filmu Konec snění a účinkoval v seriálu The Days společnosti ABC jako Cooper Day. Mezi lety 2004–2005 ztvárnil vedlejší roli Setha Wosmera v první řadě seriálu stanice Disney Channel Phil of the Future. Mezi lety 2005–2006 účinkoval v roli Jesse Varona v sci-fi seriálu Invaze.
Peters poté účinkoval ve vedlejších rolích ve filmech Americký zločin (2007), Gardens of the Night (2008), Nikdy to nevzdávej (2008) a jeho sequelu Nikdy to nevzdávej 2 (2011). Hrál také ve spoustě divadelních hrách, včetně role Fagina v inscenaci Olivera Twista v Met Theater. V roce 2008 ztvárnil vedlejší roli v americkém dramatickém televizním seriálu One Tree Hill stanice The CW. Kromě toho získal spoustu hostujících rolí v televizních seriálech, jako Mentalista, Dr. House, Můj přítel Monk, Kancl, Ochrana svědků a Famílie.
V roce 2010 účinkoval ve vedlejší roli Todda Haynese, nejlepšího přítele hlavní postavy, v superhrdinském filmu Kick-Ass. Peters nebyl schopen zopakovat svou roli v sequelu Kick-Ass 2 z roku 2013 kvůli konfliktům v plánování s jeho rolí ve druhé řadě seriálu American Horror Story.
Jeho průlomovou rolí se v roce 2011 stala role teenagera Tatea Langdona v první řadě seriálu American Horror Story, s podnázvem Murder House, stanice FX. Ve druhé řadě, s podnázvem Asylum, ztvárnil roli Kita Walkera, za něž byl nominován na Satellite Award. Ve třetí řadě, s podnázvem Coven, ztvárnil roli Kylea Spencera. Ve čtvrté řadě, s podnázvem Freak Show, ztvárnil roli Jimmyho Darlinga, cirkusáka s deformovanýma rukama.
V roce 2014 ztvárnil hlavní roli v nezávislém komediálním filmu Adult World po boku Johna Cusacka a Emmy Roberts. Účinkoval v roli Petera Maximoffa ve filmu X-Men: Budoucí minulost z roku 2014 a jeho sequelu X-Men: Apokalypsa z roku 2016. V roce 2015 hrál v hororovém filmu Vzkříšení démona, dramatickém filmu Maják po boku Juno Temple a ztvárnil roli bohatého obchodníka s ropou a sériového vraha jménem James Patrick March v páté řadě American Horror Story, s podnázvem Hotel. V roce 2016 hrál v komediálně-dramatickém filmu Elvis & Nixon a American Horror Story: Roanoke.
V roce 2017 ztvárnil hlavní postavu ve filmu Somálští piráti a obdržel nominaci na Critics' Choice Awards za výkon v American Horror Story: Cult. Následujícího roku účinkoval ve filmu American Animals, kde ztvárnil hlavní postavu a znovu spolupracoval s Ryanem Murphym, když hrál v první řadě dramatického seriálu Pose stanice FX. Na konci roku ztvárnil více postav v crossover řadě American Horror Story, s podtitulem Apocalypse.
V roce 2019 si zopakoval roli Quicksilvera v sequelu X-Men: Dark Phoenix. Po koupi společnosti 21st Century Fox společností The Walt Disney Company byly všechny postavy související s X-Men převedeny zpět do Marvel Studios. V roce 2021 se překvapivě objevil v seriálu WandaVision společnosti Disney+, kde ztvárnil alternativní verzi své postavy z filmové série X-Men, později se ukázalo, že jde o podvodníka jménem Ralph Bohner. Téhož roku účinkoval v minisérii Mare z Easttownu v roli problémového policejního detektiva, za níž obdržel cenu Emmy za nejlepší mužský herecký výkon v minisérii nebo TV filmu. Na konci roku se Peters vrátil do seriálu American Horror Story, kde účinkoval v roli spisovatele a baviče Austina Sommerse v první části, Red Tide, desáté řady.
V roce 2022 ztvárnil roli sériového vraha Jeffreyho Dahmera v minisérii Monstrum: Příběh Jeffreyho Dahmera, který vytvořil Ryan Murphy pro Netflix. Za svůj výkon získal Zlatý glóbus za nejlepší mužský herecký výkon v minisérii nebo TV filmu a byl nominován na Cenu Sdružení filmových a televizních herců za nejlepší mužský herecký výkon v minisérii nebo TV filmu a cenu Emmy ve stejné kategorii.

## Filmografie

### Film
| Rok  | Film                    | Role                         | Poznámky    |
| ---- | ----------------------- | ---------------------------- | ----------- |
| 2002 | Jak ostříhat Adama      | Adam Shepard                 |             |
| 2004 | Konec snění             | Russell „SpongeBob“ Hayes    |             |
| 2007 | Americký zločin         | Ricky Hobbs                  |             |
| 2007 | Maminčin mazánek        | Keith                        |             |
| 2008 | Remarkable Power        | Ross                         |             |
| 2008 | Gardens of the Night    | Brian / Rachel               |             |
| 2008 | Nikdy to nevzdávej      | Max Cooperman                |             |
| 2010 | Kick-Ass                | Todd Haynes                  |             |
| 2011 | Nikdy to nevzdávej 2    | Max Cooperman                |             |
| 2011 | Královna                | Frat Guy                     | krátký film |
| 2011 | Dobrý doktor            | Donny Nixon                  |             |
| 2014 | Adult World             | Alex                         |             |
| 2014 | X-Men: Budoucí minulost | Peter Maximoff / Quicksilver |             |
| 2015 | Vzkříšení démona        | Clay                         |             |
| 2015 | Maják                   | Charles                      |             |
| 2016 | X-Men: Apokalypsa       | Peter Maximoff / Quicksilver |             |
| 2016 | Elvis & Nixon           | Dwight Chapin                |             |
| 2017 | Somálští piráti         | Jay Bahadur                  |             |
| 2017 | The Accomplice          | Randy                        | krátký film |
| 2018 | American Animals        | Warren Lipka                 |             |
| 2018 | Deadpool 2              | Peter Maximoff / Quicksilver | cameo       |
| 2019 | X-Men: Dark Phoenix     | Peter Maximoff / Quicksilver |             |
| 2019 | I Am Woman              | Jeff Wals                    |             |

### Televize
| Rok       | Seriál                                | Role                                | Poznámky                        |
| --------- | ------------------------------------- | ----------------------------------- | ------------------------------- |
| 2004      | The Days                              | Cooper Day                          | 6 dílů                          |
| 2004–2005 | Phil of the Future                    | Seth Wosmer                         | 5 dílů                          |
| 2005–2006 | Invaze                                | Jesse Varon                         | 21 dílů                         |
| 2008      | Dirt                                  | Craig Hope                          | díl: „God Bless the Child“      |
| 2008      | Beze stopy                            | Craig Baskin                        | díl: „Zatáčka“                  |
| 2008      | Můj přítel Monk                       | Eric Tavela                         | díl: „Pan Monk a génius“        |
| 2008      | Dr. House                             | Oliver                              | díl: „Poslední možnost“         |
| 2008–2009 | One Tree Hill                         | Jack Daniels                        | 6 dílů                          |
| 2009      | Off the clock                         | Jew                                 | díl: „Gorgonzola y Pinto“       |
| 2009      | Posel ztracených duší                 | Dylan                               | díl: „Excessive Forces“         |
| 2010      | Myšlenky zločince                     | Charlie Hillridge                   | díl: „Záhadná zmizení“          |
| 2010      | Mentalista                            | Oliver McDaniel                     | díl: „Hlavolam“                 |
| 2010      | Kancl                                 | Luke Cooper                         | díl: „Nepotism“                 |
| 2011      | Famílie                               | Brandon                             | díl: „Nový plán“                |
| 2011      | Ochrana svědků                        | Joey Roston / Joey Wilson           | díl: „Šílený svědek“            |
| 2011      | American Horror Story: Murder House   | Tate Langdon                        | 12 dílů                         |
| 2012–2013 | American Horror Story: Asylum         | Kit Walker                          | 13 dílů                         |
| 2013–2014 | American Horror Story: Coven          | Kyle Spencer                        | 11 dílů                         |
| 2014–2015 | American Horror Story: Freak Show     | Jimmy Darling (tzv. Humří muž)      | 13 dílů                         |
| 2015      | China, IL                             | Clint (hlas)                        | díl: „Magical Pet“              |
| 2015–2016 | American Horror Story: Hotel          | James Patrick March                 | 10 dílů                         |
| 2016      | American Horror Story: Raonoke        | Edward Phillipe Mott / Rory Monahan | 3 díly                          |
| 2017      | American Horror Story: Cult           | Kai Anderson                        | 11 dílů                         |
| 2018      | Pose                                  | Stan Bowes                          | 8 dílů                          |
| 2018      | American Horror Story: Apocalypse     | Mr. Gallant                         | 10 dílů                         |
| 2021      | WandaVision                           | Pietro Maximoff / Quicksilver       | 4 díly                          |
| 2021      | Mare z Easttownu                      | detektiv Colin Zabel                | 4 díly                          |
| 2021      | American Horror Story: Double Feature | Austin Sommers                      | 5 dílů; také producent          |
| 2022      | Monstrum: Příběh Jeffreyho Dahmera    | Jeffrey Dahmer                      | 10 dílů; také výkonný producent |

## Ocenění
| Cena                                    | Rok  | Kategorie                                                        | Nominované dílé                    | Výsledek  | Ref.   |
| --------------------------------------- | ---- | ---------------------------------------------------------------- | ---------------------------------- | --------- | ------ |
| British Independent Film Awards         | 2018 | Nejlepší herec ve vedlejší roli                                  | American Animals                   | nominace  | [ 27 ] |
| Critics' Choice Super Awards            | 2023 | Nejlepší herec v hororovém seriálu                               | Monstrum: Příběh Jeffreyho Dahmera | vítězství | [ 28 ] |
| Critics' Choice Television Awards       | 2018 | Nejlepší herec ve filmu/minisérii                                | American Horror Story: Cult        | nominace  | [ 29 ] |
| Critics' Choice Television Awards       | 2022 | Nejlepší herec ve vedlejší roli ve filmu/minisérii               | Mare z Easttownu                   | nominace  | [ 30 ] |
| Cena Emmy                               | 2021 | Nejlepší herec ve vedlejší roli v minisérii nebo TV filmu        | Mare z Easttownu                   | vítězství | [ 31 ] |
| Cena Emmy                               | 2023 | Nejlepší herec v minisérii nebo TV filmu                         | Monstrum: Příběh Jeffreyho Dahmera | nominace  | [ 31 ] |
| Fangoria Chainsaw Awards                | 2016 | Nejlepší televizní herec ve vedlejší roli                        | American Horror Story: Hotel       | nominace  | [ 32 ] |
| Hollywood Critics Association TV Awards | 2021 | Nejlepší herec ve vedlejší roli v minisérii nebo TV filmu        | Mare z Easttownu                   | vítězství | [ 33 ] |
| Hollywood Critics Association TV Awards | 2023 | Nejlepší herec v minisérii nebo TV filmu                         | Monstrum: Příběh Jeffreyho Dahmera | vítězství | [ 34 ] |
| Phoenix Film Festival                   | 2004 | Nejlepší průlomový výkon                                         | Jak ostříhat Adama                 | vítězství | [ 35 ] |
| Producers Guild of America Awards       | 2023 | Nejlepší producent minisérie                                     | Monstrum: Příběh Jeffreyho Dahmera | nominace  | [ 36 ] |
| Satellite Award                         | 2012 | Nejlepší herec ve vedlejší roli – seriál, minisérie nebo TV film | American Horror Story: Asylum      | nominace  | [ 37 ] |
| Satellite Award                         | 2022 | Nejlepší herec ve vedlejší roli – seriál, minisérie nebo TV film | Mare z Easttownu                   | vítězství | [ 38 ] |
| Satellite Award                         | 2023 | Nejlepší herec – minisérie nebo TV film                          | Monstrum: Příběh Jeffreyho Dahmera | vítězství | [ 39 ] |
| Cena Saturn                             | 2018 | Nejlepší televizní herec ve vedlejší roli                        | American Horror Story: Cult        | nominace  | [ 40 ] |
| Screen Actors Guild Awards              | 2022 | Nejlepší mužský herecký výkon v minisérii nebo TV filmu          | Mare z Easttownu                   | nominace  | [ 41 ] |
| Screen Actors Guild Awards              | 2023 | Nejlepší mužský herecký výkon v minisérii nebo TV filmu          | Monstrum: Příběh Jeffreyho Dahmera | nominace  | [ 42 ] |
| Young Artist Awards                     | 2005 | Nejlepší mladé obsazení ve filmu                                 | Konec snění                        | nominace  | [ 43 ] |
| Zlatý glóbus                            | 2023 | Nejlepší mužský herecký výkon v minisérii nebo TV filmu          | Monstrum: Příběh Jeffreyho Dahmera | vítězství | [ 26 ] |